# Nals
Nals (italienisch: Nalles) ist eine italienische Gemeinde in Südtirol mit 2097 Einwohnern (Stand 31. Dezember 2023). Die Gemeinde trägt die Beinamen Weindorf und Rosendorf.

## Geographie

### Lage

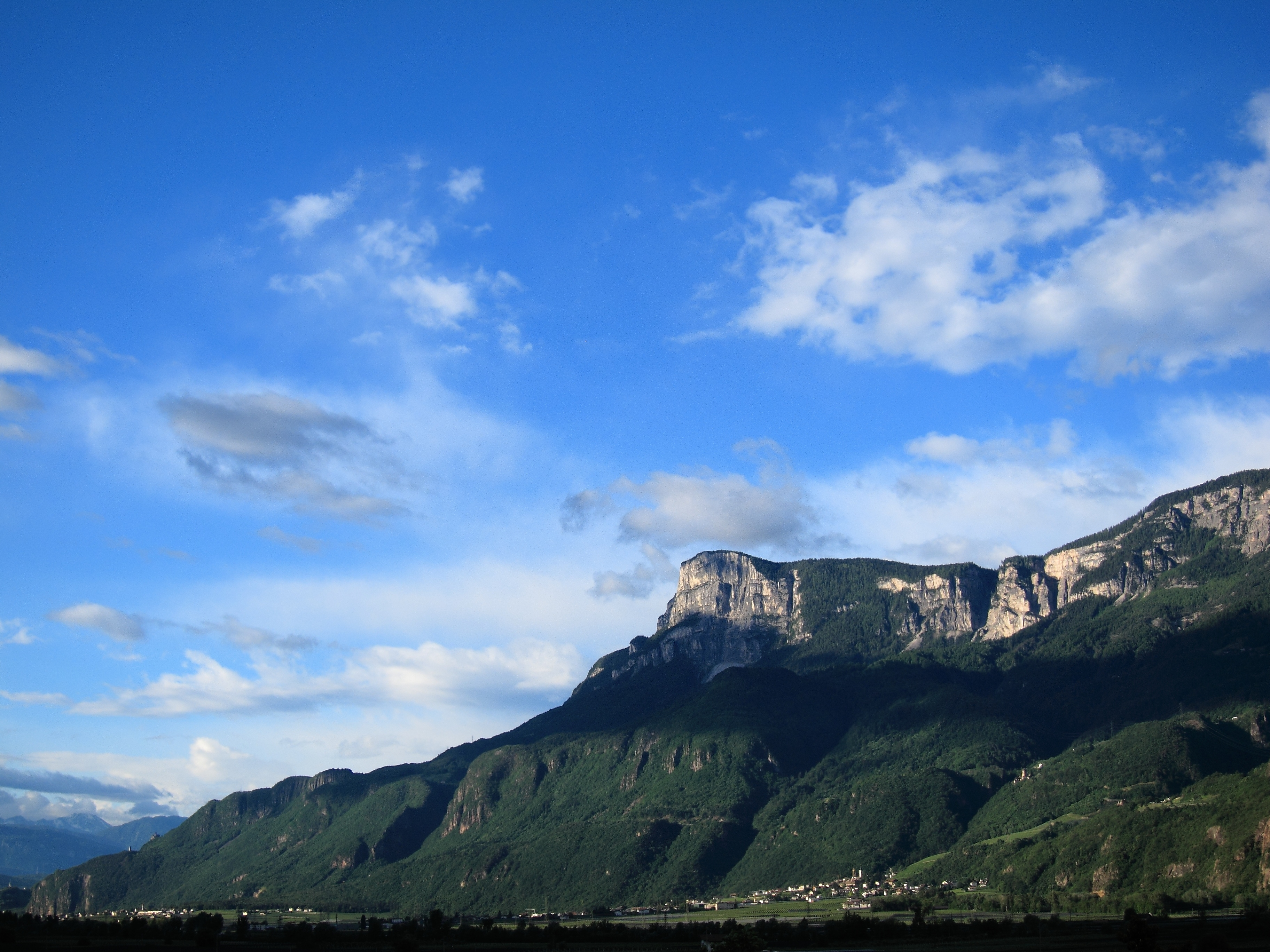
Blick von Norden Richtung Nals (unten rechts der Bildmitte), darüber der Mendelkamm

Die Gemeinde Nals befindet sich im Etschtal zwischen Meran und Bozen auf der orographisch rechten, westlichen Talseite. Dort ist sie zwar die südlichste Gemeinde der modernen Bezirksgemeinschaft Burggrafenamt, Nals war jedoch kein Teil des historischen Burggrafenamts. Das Ortszentrum liegt auf rund 300 m Höhe auf dem Schwemmkegel des Nalser Bachs. Darunter reicht das Gemeindegebiet im Talboden bis zur Etsch. Hinter dem Dorf steigt das Gelände zu den Mittelgebirgsterrassen von Sirmian (550–1000 m) an. Seinen höchsten Punkt findet Nals an den nördlichen Ausläufern des Mendelkamms auf etwa 1750 m Höhe.

### Gewässer
Der Nalser Bach, auf dessen Schwemmkegel Nals erbaut wurde, entsteht knapp oberhalb des Ortskerns aus dem Zusammenfluss des Prissianer und des Grissianer Bachs. Diese Gewässer bringen seit jeher ein gewisses Gefahrenpotential mit sich. Zuletzt wurde im Herbst 2000 ein großer Dorfteil von einer Mure des Grissianer Bachs überschwemmt. Trotz der beträchtlichen Ausmaße der Mure waren keine Verletzten zu beklagen. Heute schützen zwei große Talschlussmauern, regelmäßig ausgebaggerte Auffangbecken und ein permanentes Laserüberwachungssystem das Dorf.

### Schernag
Ein administratives Kuriosum ist der Ortsteil Schernag am oberen Rand des Nalser Schwemmkegels. Dieser ist zwar mit dem Nalser Ortskern zusammengewachsen, gehört aber zur Nachbargemeinde Tisens, dessen Hauptort mehrere Kilometer entfernt ist.

## Geschichte
In der Nalser Goldgasse legte man einen frühgeschichtlichen Kultplatz frei. In grauer Vorzeit wurde in zwei Bergwerken Silber abgebaut.
Der Ort lag an der Via Claudia Augusta. Auf Obersirmian wurden Baustrukturen eines römischen Castrums gefunden. Auch die Ebene war in der Spätantike bereits leicht besiedelt. Das beweisen die Grundmauern eines im Herbst 2005 entdeckten römerzeitlichen Hauses, das über Bodenheizung verfügt. Das Haus war zudem mit einer Thermenanlage ausgestattet. Weiters wurde eine Apsis entdeckt, an deren nördlichem Ende ein unversehrtes Grab mit dem Skelett einer ungefähr 20-jährigen Frau freigelegt wurde. Als Grabbeigaben wurden unter anderem Ohrringe und eine Glasperlenkette gefunden.
Die Gesamtheit der Ausgrabungen lässt eine spätantike Siedlung oder kleine Straßenstation vermuten.
Nals wird im Churrätischen Reichsgutsurbar von 842/43 als „in villa Nalles“ erstmals erwähnt. Aus dem Jahr 1194 ist die Bezeichnung „Nals“ urkundlich überliefert.
Der untere Teil des Kirchturms der Pfarrkirche zum Hl. Ulrich ist über 700 Jahre alt; das Patrozinium selbst deutet auf einen alten Besitzmittelpunkt des Hochstifts Augsburg in Nals. Weiters wurden bei der Restaurierung der Pfarrkirche in den 1990er-Jahren Gebeine unter der Kirche entdeckt (heute durch eine Marmorplatte zugänglich).
Um die Mitte des 15. Jahrhunderts ist auch ein dem Hl. Vigilius geweihter Kirchen- oder Kapellenbau bezeugt, der später aber abgekommen ist; eine Urkunde von 1451 benennt das Gotteshaus als „sand Vigily ze Nals“. Die Vigiliusverehrung ist der früheren Zugehörigkeit des Südtiroler Etschtales bis Meran zur Diözese Trient, deren Patron der Hl. Vigilius ist, geschuldet.
1964 wurde Nals um die Fraktion Sirmian vergrößert, die bis dahin zu Tisens gehört hatte.

## Politik

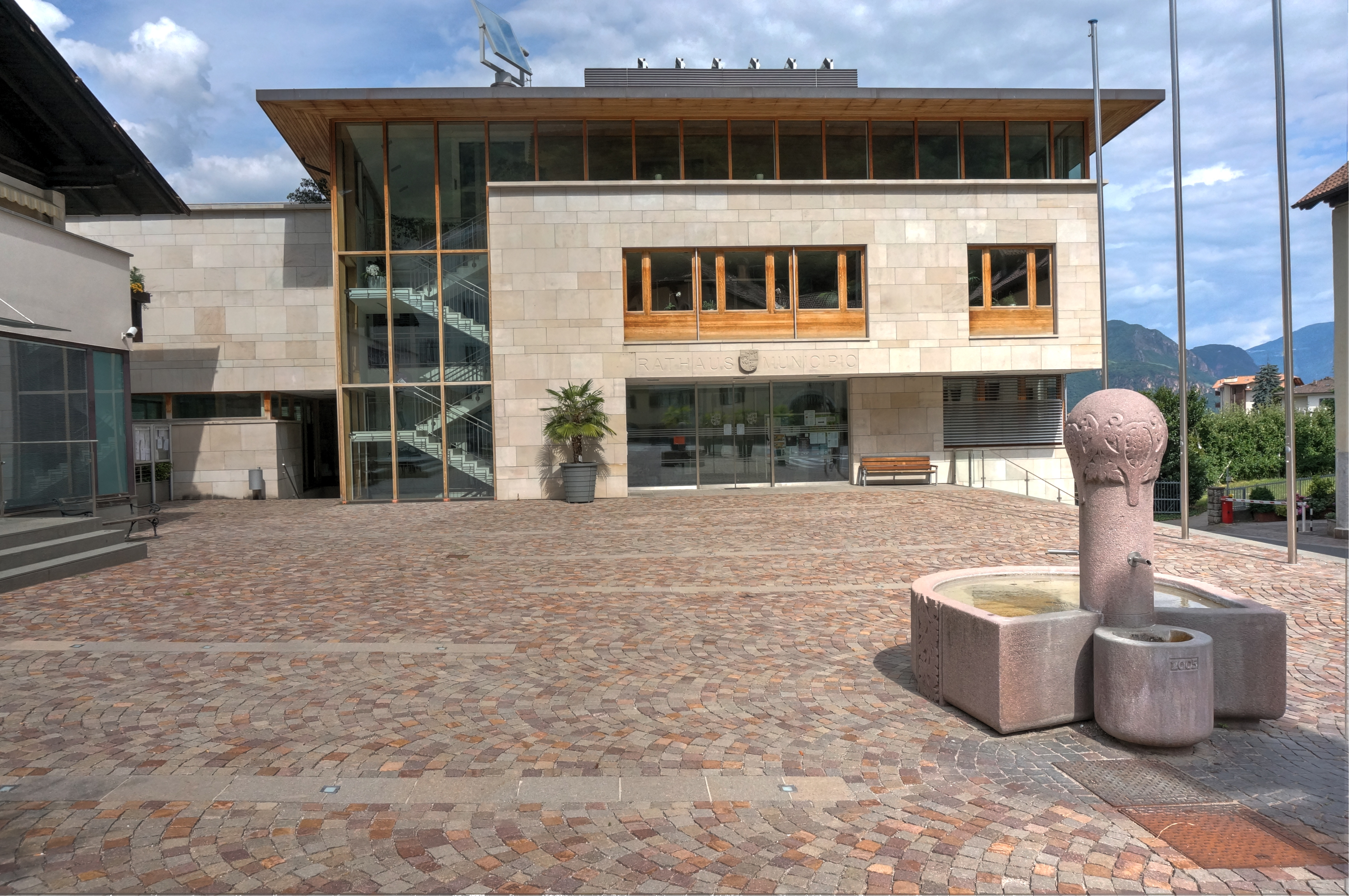
Rathaus mit Brunnen

Bürgermeister seit 1952:
- Alois Prantl: 1952–1956
- Karl Erschbamer: 1956–1974
- Peter Kollmann: 1974–2000
- Franz Pircher: 2000–2015
- Ludwig Busetti: 2015–2020
- Franz Pircher: 2020–2020
- Ludwig Busetti: 2021–2025
- Eduard Gasser: seit 2025

## Bevölkerung
Nals ist gemäß den erhobenen Sprachgruppenzugehörigkeitserklärungen bzw. Sprachgruppenzuordnungserklärungen eine mehrheitlich deutschsprachige Gemeinde. Als Berechnungsgrundlage der folgenden Prozentwerte wurden die gültigen Erklärungen von Personen mit italienischer Staatsbürgerschaft herangezogen.
| Sprache     | 1981    | 1991    | 2001    | 2011    | 2024    |
| ----------- | ------- | ------- | ------- | ------- | ------- |
| Deutsch     | 96,87 % | 94,95 % | 94,62 % | 90,58 % | 88,96 % |
| Italienisch | 3,05 %  | 4,98 %  | 5,05 %  | 8,78 %  | 10,31 % |
| Ladinisch   | 0,08 %  | 0,07 %  | 0,33 %  | 0,64 %  | 0,73 %  |

## Bildung
In der Gemeinde gibt es einen Kindergarten und eine Grundschule für die deutsche Sprachgruppe.

## Kultur und Sehenswürdigkeiten

### Sehenswürdigkeiten
- Ansitz Stachelburg
- Burg Payrsberg
- Pfarrkirche zum Hl. Ulrich
- Schwanburg mit Schlosskellerei
- St. Apollonia in Obersirmian

### Freibad Nals

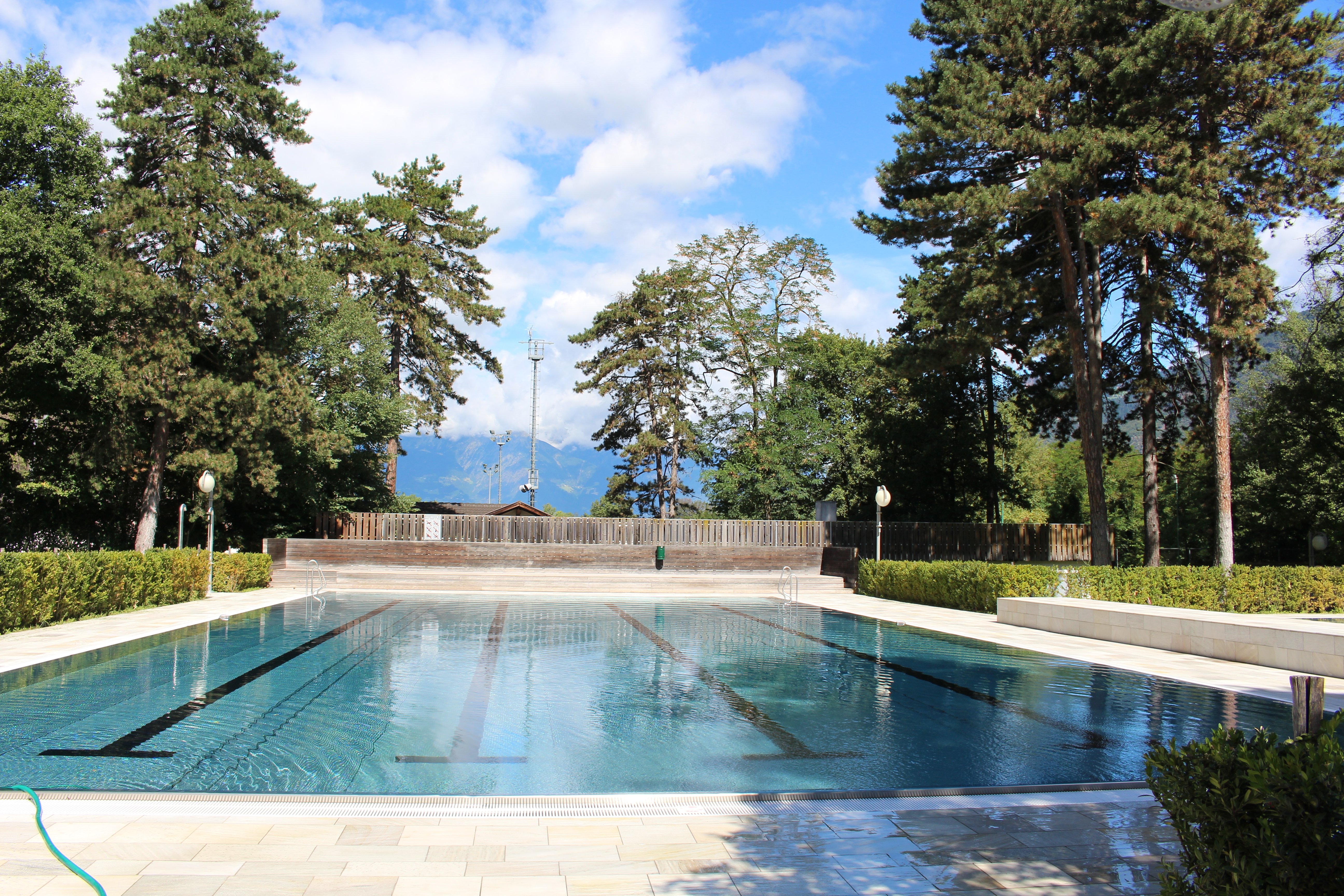
Schwimmbecken des Freibades

Das Freibad in der Nalser Schwimmbadstraße verfügt über ein 25 Meter langes Schwimmbecken und ein bis zu 40 Zentimeter tiefes Kinderbecken. Beide Außenbecken sind beheizt und bestehen aus Stahl. Die Anlage umfasst außerdem eine weitläufige Liegewiese mit Bäumen, ein Restaurant, Umkleideräume und Duschen.

### Nalser Vereine
- Bäuerinnen
- Bauernjugend
- Fischer
- Freiwillige Feuerwehr
- Freizeitclub
- Fußballclub (Landesliga)
- Jäger
- Jungschar
- Kegelclub
- Kirchenchor
- Männerbewegung
- Bürgerkapelle
- Reiter
- Schützenkompanie
- Skiclub
- Sunshine Racers (Radclub)
- Tennisclub
- Volkstanz
- Yoseikan Budo

## Wirtschaft
Nals lebt in erster Linie von der Landwirtschaft und vom Sommertourismus.

### Weinanbau
Der Weinbau hat eine sehr lange Tradition im Dorf. Nur in Nals wird die eigene Rebsorte Heiligenpergl angebaut. Es gibt die Kellereigenossenschaft Nals/Margreid/Entiklar. Die Kellereigenossenschaft konnte vor allem durch ihren Zusammenschluss mit der Unterlandler (Südtiroler Unterland) Kellerei Margreid/Entiklar einen Qualitätssprung in ihren Weinen erreichen. 
Die Schlosskellerei Schwanburg war eine weitere Privatkellerei in Nals und wurde 1286 erstmals urkundlich erwähnt. Somit war sie die älteste Privatkellerei Südtirols. Vor einigen Jahren wurde der Betrieb eingestellt. Die Lese des Weingutes wird jetzt an die Kellereigenossenschaft Nals geliefert und dort großteils unter einer eigenen Linie eingekellert und vertrieben.

### Obstanbau
In der Landwirtschaft ist der Obstbau, fast ausschließlich Apfelanbau, ein wichtiger Wirtschaftsfaktor. Die Obstgenossenschaft hat sich vor einigen Jahren mit einer Bozner Genossenschaft zur Frubona zusammengeschlossen. Vereinzelt werden Spargel und, in der Fraktion Sirmian, Erdbeeren und Bergartischocken angebaut.

## Verkehr
Nals ist verkehrstechnisch durch drei im Talboden entlang der Etsch verlaufende Verkehrsadern erschlossen: die Schnellstraße Meran–Bozen („MeBo“), die am Bahnhof Vilpian-Nals eine Zugangsstelle bietende Bahnstrecke Bozen–Meran und die Radroute 2 „Vinschgau–Bozen“.